# Willow Creek (Montana)
Willow Creek – jednostka osadnicza w Stanach Zjednoczonych, w stanie Montana, w hrabstwie Gallatin.